# لطيفة الدروبي
لطيفة الدروبي أو لطيفة الشرع (ولدت 1984 م)، هي السيدة الأولى في سورية، منذ تعيين زوجها أحمد الشرع رئيسًا للجمهورية العربية السورية في المرحلة الانتقالية، بتاريخ 29 يناير (كانون الثاني) 2025، بعد سقوط نظام الأسد في 8 ديسمبر (كانون الأول) 2024.

## حياتها وتعليمها
وُلدت لطيفة بنت سمير بن نايف الدروبي في بلدة القريتين بمحافظة حِمْص، لأسرة معروفة في المِنطقة، يُقال: هي نفس أسرة الدروبي في حِمص التي خرج منها عدد من المسؤولين والشخصيات البارزة. ويُقال: إن علاء الدين الدروبي من جدودها، وهو آخر رئيس وزراء في عهد الملك فيصل بسوريا. تخصَّصت لطيفة في اللغة العربية وآدابها، ونالت شهادة (ماجستير) في الأدب العربي.
تحافظ لطيفة على حياة شخصية بعيدة عن الأضواء العامَّة، برغم الظهور الإعلامي لزوجها. وفي لقاء مع وفد من النساء السوريات المقيمات في الولايات المتحدة، قدَّم أحمد الشرع لطيفة للحاضرات على أنها زوجته الوحيدة، نافيًا الشائعات المتداولة على وسائل التواصل الاجتماعي من أن لديه ثلاث زوجات. ويُقال: إنها أم لثلاثة أولاد.

## ظهورها العلني
أفادت تقارير أن لطيفة الشرع ترتدي الزي التقليدي السوري للنساء المحجَّبات ولا ترتدي النقاب، خلافًا لما كان يُشاع. وقد تأكَّد هذا بظهورها أول مرَّة علنًا مع زوجها أحمد الشرع في زيارته للسعودية في 2 فبراير (شُباط) 2025. وفي 3 فبراير 2025، انتشرت مقاطعُ مرئية على مِنصَّات التواصل الاجتماعي تُظهر السيدة لطيفة مع زوجها الرئيس الشرع، في أثناء أدائهما مناسك العمرة في مكة المكرَّمة. وفي اليوم التالي 4 فبراير نشرت السيدة أمينة أردوغان زوجة الرئيس التركي رجب طيب أردوغان صورةً تجمعها بالسيدة لطيفة على منصة إكس، معبِّرة عن سعادتها بزيارة الأخيرة. وهذا أولُ ظهور رسمي لها.
في الشهر التالي، ظهرت الدروبي إلى جانب زوجها في قصر الرئاسة بدمشق في احتفالات عيد الفطر، كما شاركت في تكريم أبناء الشهداء. وفي 11 أبريل، ظهرت مجددًا برفقة زوجها خلال مشاركتهما في منتدى أنطاليا الدبلوماسي الرابع في مدينة أنطاليا التركية، حيث التقت السيدة أمينة أردوغان وبحثت معها إمكانية التعاون لدعم النساء والأطفال في سوريا. وفي ختام اللقاء، وقّعت الدروبي إعلان النوايا العالمي لمشروع "صفر نفايات".
وفي 7 يونيو، ظهرت الدروبي علنًا مع زوجها خلال لقاء مع مجموعة من النساء السوريات بمناسبة عيد الأضحى. وفي اليوم التالي، ظهر مقطع مصوّر يُظهرها تسير إلى جانب زوجها وسط حراسة أمنية في حديقة تشرين بدمشق بين المواطنين السوريين.
وفي حوار مع مجلة ذي إيكونوميست، سُئل أحمد الشرع عمَّا إذا كانت زوجته ستصبح السيدة الأولى في سوريا، فأجاب بأن زوجة الرئيس هي من تتولى هذا الدور تقليديًا، وليس امرأة تُوظَّف لتأديته، وأن السيدة الأولى تخدم المجتمع ولا تعلو فوقه.

## الملاحظات
1. ↑  اللقب شاغر من 8 ديسمبر 2024 إلى 28 يناير 2025